# ايفان زيفتكوف
ايفان زيفتكوف (بالهولندية: Ivan Tsvetkov)‏ (31 أغسطس 1979 ببلاغويفغراد في بلغاريا - ) هو لاعب كرة قدم هولندي في مركز الهجوم. شارك مع منتخب بلغاريا لكرة القدم. أما مع النوادي، فقد لعب مع بي إي سي زفوله وسبارتا روتردام وسيفاسبور وليفسكي صوفيا ونادي بوتيف بلوفديف ونادي خزر لنكران ونادي هيرنفين وهيلموند سبورت وPFC Pirin Blagoevgrad ‏ وبيرين بلاغويفغراد ونادي فيندام.

## روابط خارجية
- ايفان زيفتكوف على موقع اتحاد تركيا (لاعب) (الإنجليزية)
- ايفان زيفتكوف على موقع قاعدة بيانات كرة القدم.إي يو (الإنجليزية)
- ايفان زيفتكوف على موقع ناشيونال فوتبول تيمز (الإنجليزية)
- ايفان زيفتكوف على موقع Soccerway.com (الإنجليزية)